# Wasa Teater

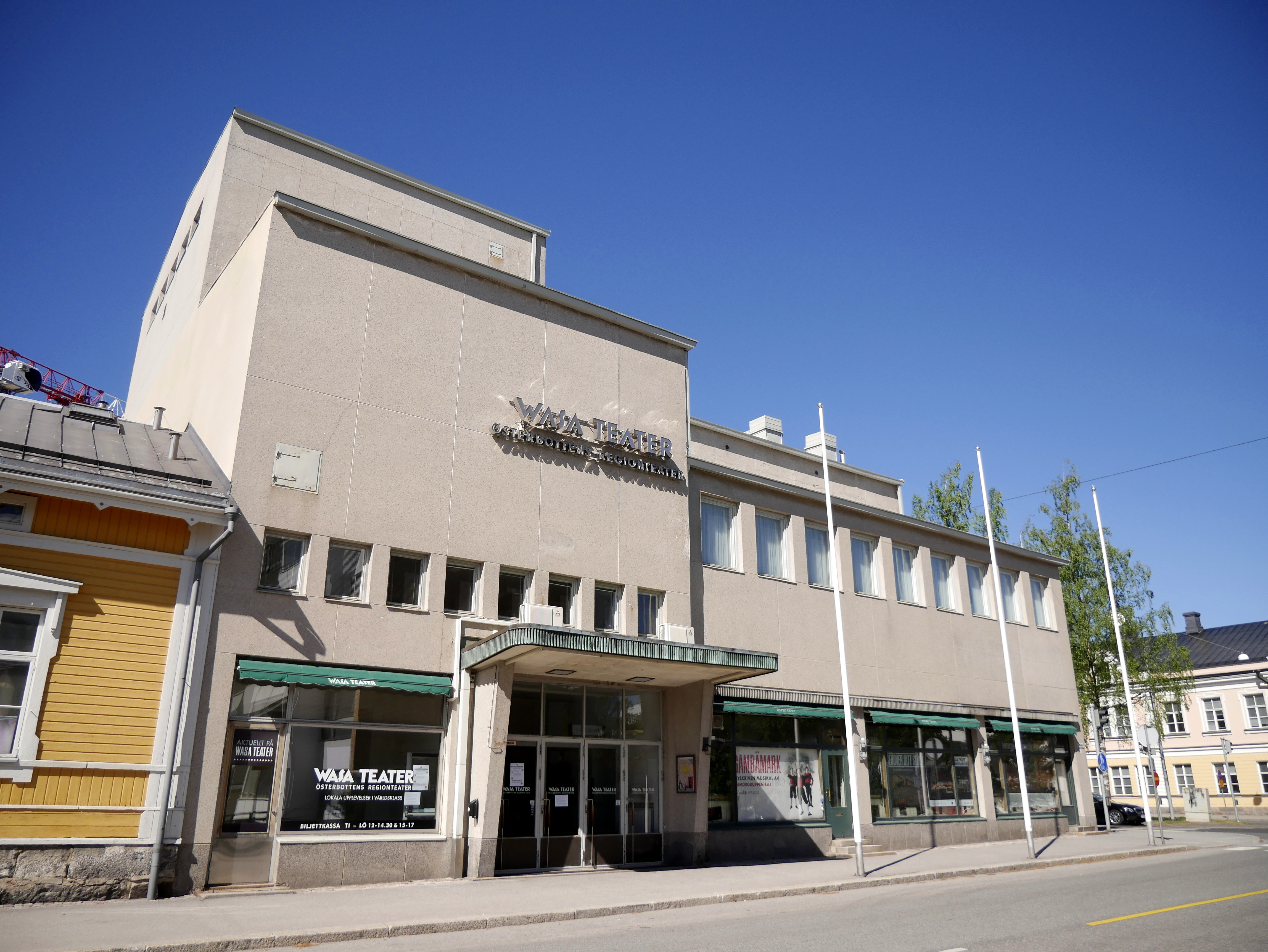
Das 1955 errichtete Gebäudes des Wasa Teaters

Das Wasa Teater ist ein professionelles, finnlandschwedisches Theater in der zweisprachigen Stadt Vaasa in Finnland. Das Theater wurde 1919 gegründet. Es fungiert als Regionaltheater von Ostbottnien seit 1980.
Jährlich zählt Was Teater etwa 45.000 Besucher und präsentiert 6 bis 7 Premieren. Im Jahr 2019 wurde es mit dem Choraeus-Preis ausgezeichnet, einem der wichtigsten Literaturpreise in Svenskfinland. 2001 und 2002 war es als „Theater des Jahres“ (Vuoden teatteri/Årets teater) in Finnland ausgezeichnet.

## Geschichte

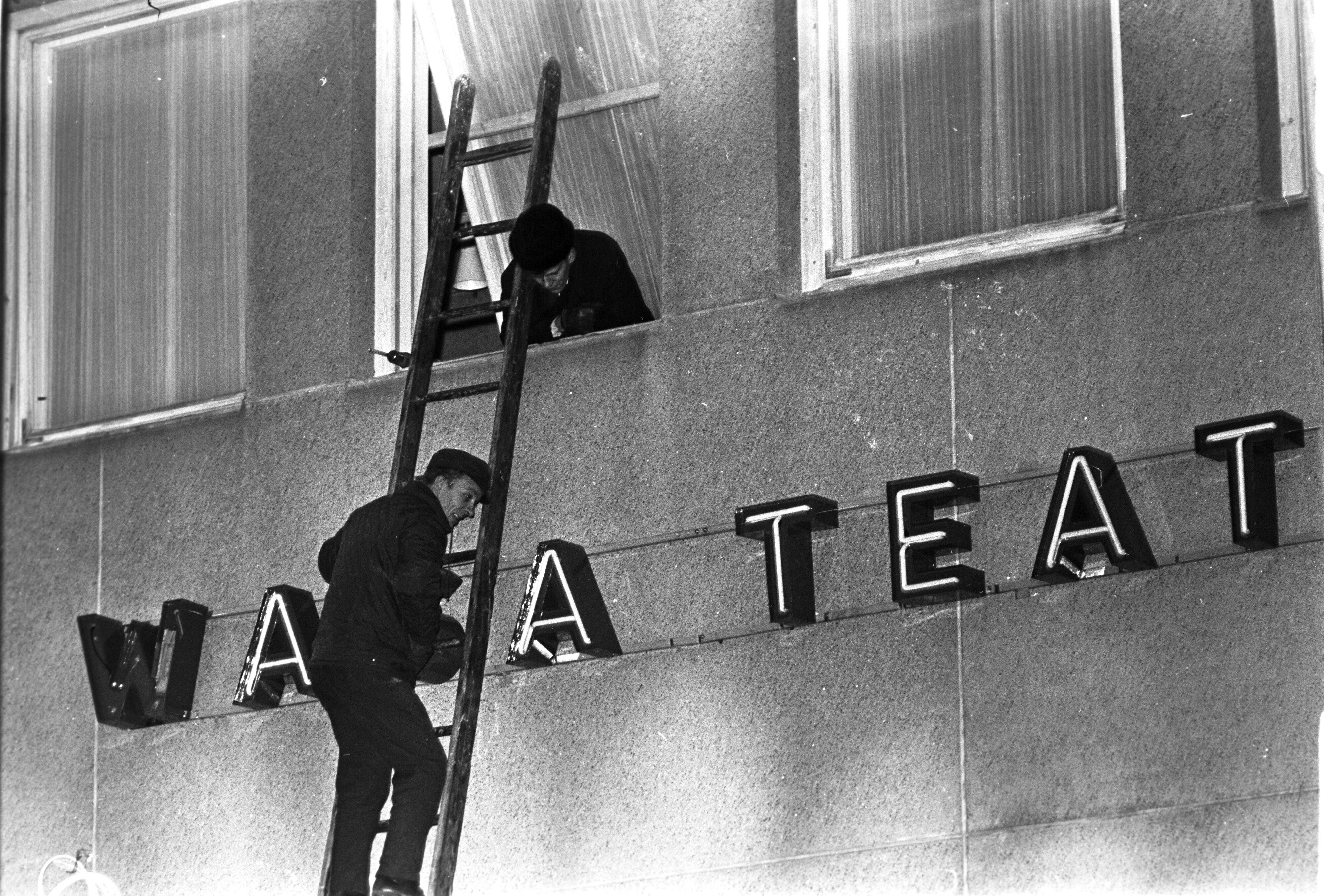
Installation von Neonleuchten an der Theaterfassade, 1964

Das Wasa Teater wurde 1919 auf Initiative des Geschäftsmannes Holger Schauman und mit Unterstützung der lokalen Abteilung der finnlandschwedischen Theatervereinigung in Finnland (Svenska teaterföreningen i Finland) gegründet. Räumlich war das Theater im Gebüde des Hotels Ernst untergebracht. Die gesamte obere Etage war zu einem Theatersaal umgestaltet und der erfahrene Theatermann Ernst Ahlbom zum ersten Intendanten ernannt worden. Die Darsteller waren junge Nachwuchsschauspieler, sowohl aus Finnland als auch aus Schweden. Premieren folgten in schneller Abfolge, und die Leitung wechselte häufig.
Zu den prägenden Intendanten zählt Konni Wetzer (1871–1940), der zwischen 1921 und 1927 die künstlerische Leitung übernahm und zur Stabilisierung des Theaterbetriebs beitrug. Ein weiterer bedeutender finnischer Intendant war Rafael Stenius (1933–1939), der selbst in großen Rollen auf der Bühne stand. Carl-Axel Heiknert (1924–1981) führte die künstlerische Leitung in den Jahren 1948–1950 und 1951–1952 und sorgte mit seiner Interpretation von Hamlet für Aufmerksamkeit. Das administrative Geschäft führte Carl Estlander als Theaterleiter von 1947 bis 1963.
Das ursprüngliche Theatergebäude wurde 1953 durch einen Brand völlig zerstört. Heute befindet sich das Wasa Teater in einem von den Architekten Bertel Liljequist und Sam Salvesen entworfenen und 1955 auf demselben Grundstück fertiggestellten Gebäude. Es wurde 1997–1998 renoviert. Die große Bühne bietet seit dem Platz für 325 Personen, während die Nebenbühne 62 Zuschauer fasst.
In den Jahren 2018–2019 wurde das Theater einer erneuten umfassenden Renovierung unterzogen, und im Rahmen des 100-jährigen Jubiläums seiner Eröffnung wurde auch das Restaurant Ernst Salonger im Gebäude wiedereröffnet.

## Repertoire
Das Wasa Teater bemüht sich um ein möglichst vielseitiges Repertoire, um Zuschauer aller Altersgruppen anzusprechen. Das Programm umfasst klassische und zeitgenössische Dramen, Musicals, Familienstücke, Kinder- und Jugendtheater sowie Gastspiele. Ziel ist es, Theater zu schaffen, das überrascht, unterhält und berührt.
Neben Aufführungen im Theatergebäude betreibt das Theater eine umfangreiche Tourneetätigkeit in den schwedisch- und zweisprachigen Gemeinden von Ostbottnien. Dabei werden sowohl Kinder- als auch Erwachsenenstücke aufgeführt. Die Zusammenarbeit mit Schulen, lokalen Künstlern, Autoren und Amateuren ist ein wichtiger Bestandteil der regionalen Theaterarbeit.